# Rosemarie Ford
Rosemarie Ford (Sherburn-in-Elmet, 5 maart 1962) is een Britse actrice, zangeres, danseres en televisiepresentatrice.

## Biografie
Rosemarie Ford werd geboren als Rosemarie Poundford op 5 maart 1962 in Sherburn-in-Elmet (North Yorkshire). Ze danst al sinds ze acht jaar oud is en tot haar veertiende verscheen ze in diverse kinderprogramma's op televisie. Ze volgde danslessen in een lokale dansschool in Leeds voordat ze naar Londen trok. Daar was ze te zien in verschillende West End musicalproducties. In 1991 bracht ze het album "I Wanna Dance With Somebody" uit.
Ford begon een langdurige relatie met acteur Robert Lindsay nadat hij zijn vorige partner Diana Weston voor haar verlaten had. Ford en Lindsay hebben twee zonen, Samuel geboren in 1999 en James in 2003. Het stel trouwde in december 2006 en woont in Denham (Buckinghamshire).

## Televisie en film
Ford is het meest bekend als co-presentatrice van het BBC 1-spelprogramma The Generation Game met Bruce Forsyth van 1990 tot 1994. Later presenteerde ze Come Dancing, eveneens voor de BBC. In het programma zong ze regelmatig met het orkest.
Ze speelde de rol van Bombalurina in Cats uit 1998, een verfilming van de gelijknamige musical.

## Theater
Ford werkte als achtergrondzangeres voor Cliff Richard in zijn "Live and Guaranteed" Tour in 1988 en danste op het podium tijdens "Devil Woman". Ze verscheen in shows als Cats (als Bombalurina en Grizabella) en Time (als onderdeel van Captain Ebony's Retinue). Ze was ook te zien in de shows Juke Box, Me And My Girl, Can-Can en Divorce Me, Darling.